# Kigamba
Kigamba è un comune del Burundi situato nella provincia di Cankuzo con 40.773 abitanti (censimento 2008).

## Geografia antropica

### Suddivisioni amministrative
Il comune è suddiviso in 13 colline.